# Astragalus habamontis
Astragalus habamontis es una especie de planta del género Astragalus, de la familia de las leguminosas, orden Fabales.

## Distribución
Astragalus habamontis se distribuye por China.

## Taxonomía
Fue descrita científicamente por K. T. Fu. Fue publicada en Bull. Bot. Res., Harbin 2(4): 68 (1982).